# Mirosław Rzepa (piłkarz)
Mirosław Rzepa (ur. 27 grudnia 1968 w Bydgoszczy) – polski piłkarz występujący na pozycji obrońcy. Reprezentant Polski.
W trakcie kariery reprezentował barwy Zawiszy Bydgoszcz, Sokoła Pniewy, Amiki Wronki, Startu Namysłów, Odry Opole, Columbus Crew (MLS), Stomilu Olsztyn, LKS Gomunice oraz Sparty Brodnica. Na koncie ma 38 meczów rozegranych w młodzieżowej reprezentacji Polski, 1 mecz w reprezentacji Polski oraz 211 meczów w polskiej ekstraklasie.
W przeszłości prowadził zespół seniorów BKS Bydgoszcz, występujący w kujawsko-pomorskiej klasie A (siódmy poziom rozgrywek).

## Życie prywatne
Mirosław Rzepa jest żonaty z Jadwigą. Wzięli ślub 1 lipca 1989 roku – w dniu, w którym Zawisza Bydgoszcz rozgrywał drugi mecz barażowy o miejsce w I lidze (obecnie T-Mobile Ekstraklasa) z GKS Jastrzębie (2:0, w pierwszym meczu 0:0 i awans Zawiszy).